# Том Дайс

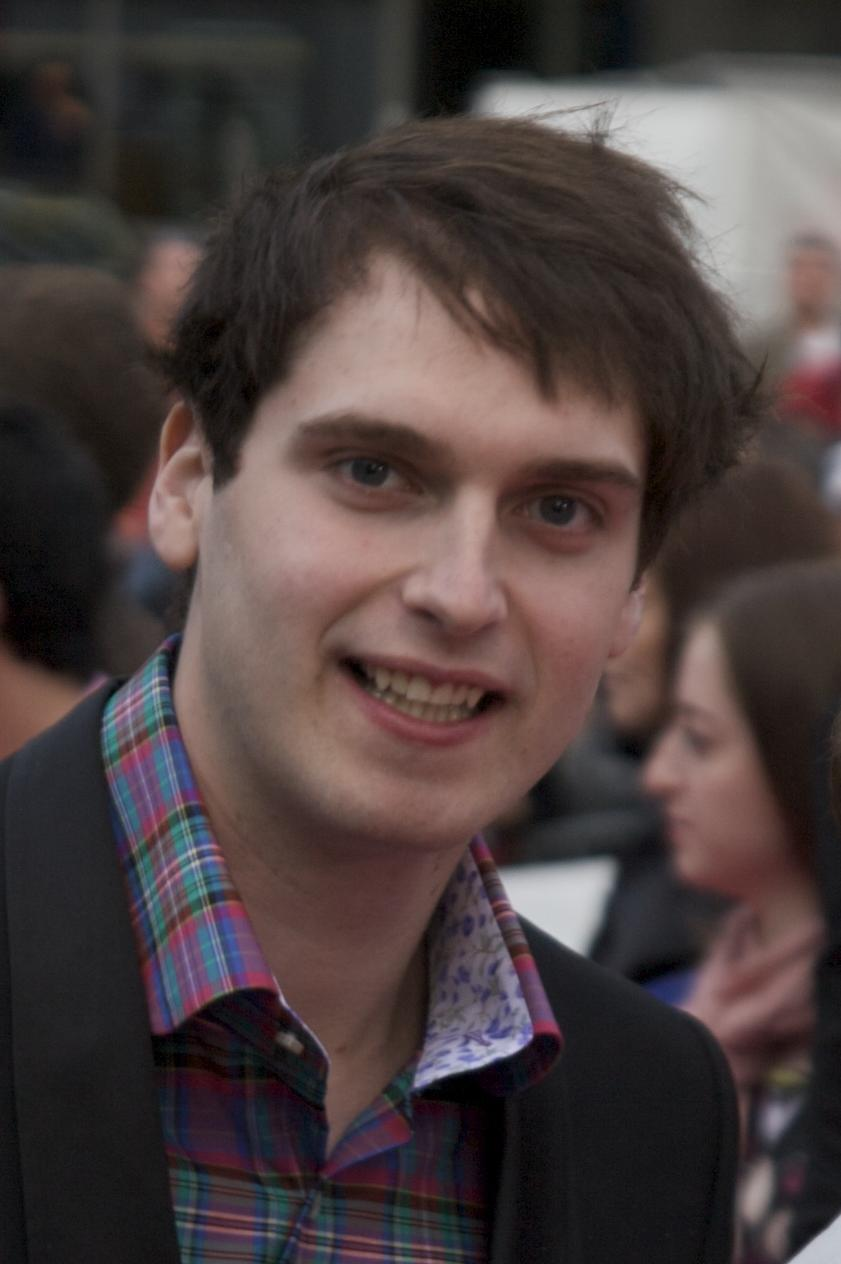
Том Дайс в Осло, 2010 рік

Том Дайс (англ. Tom Dice, 25 листопада 1989, Екло) — бельгійський співак і композитор; фіналіст другого шоу The X Factor 2008 року. Представляє Бельгію на пісенному конкурсі Євробачення 2010 з піснею «Me and my guitar».
Народився в бельгійському місті Екло 25 листопада 1989 року. Його справжнє ім'я — Том Екаут. З 8 років захоплювався музикою, тоді ж почав грати на гітарі. Написав власну першу пісню у віці 12 років. Пізніше входив до складу вокального ансамблю «Dice», за яким отримас своє сучасне прізвисько.
У 2008 році взяв у пісенному шоу The X Factor, у якому в фіналі посів друге місце.